# Zakkur
Zakkur (auch Zakkur von Hamath) war ein König der Stadtstaaten Hamath und Lu'aš, der um 785 v. Chr. regierte. Er gilt als Usurpator, der die ältere hethitische Dynastie ablöste.

## Die Inschrift Zakkurs

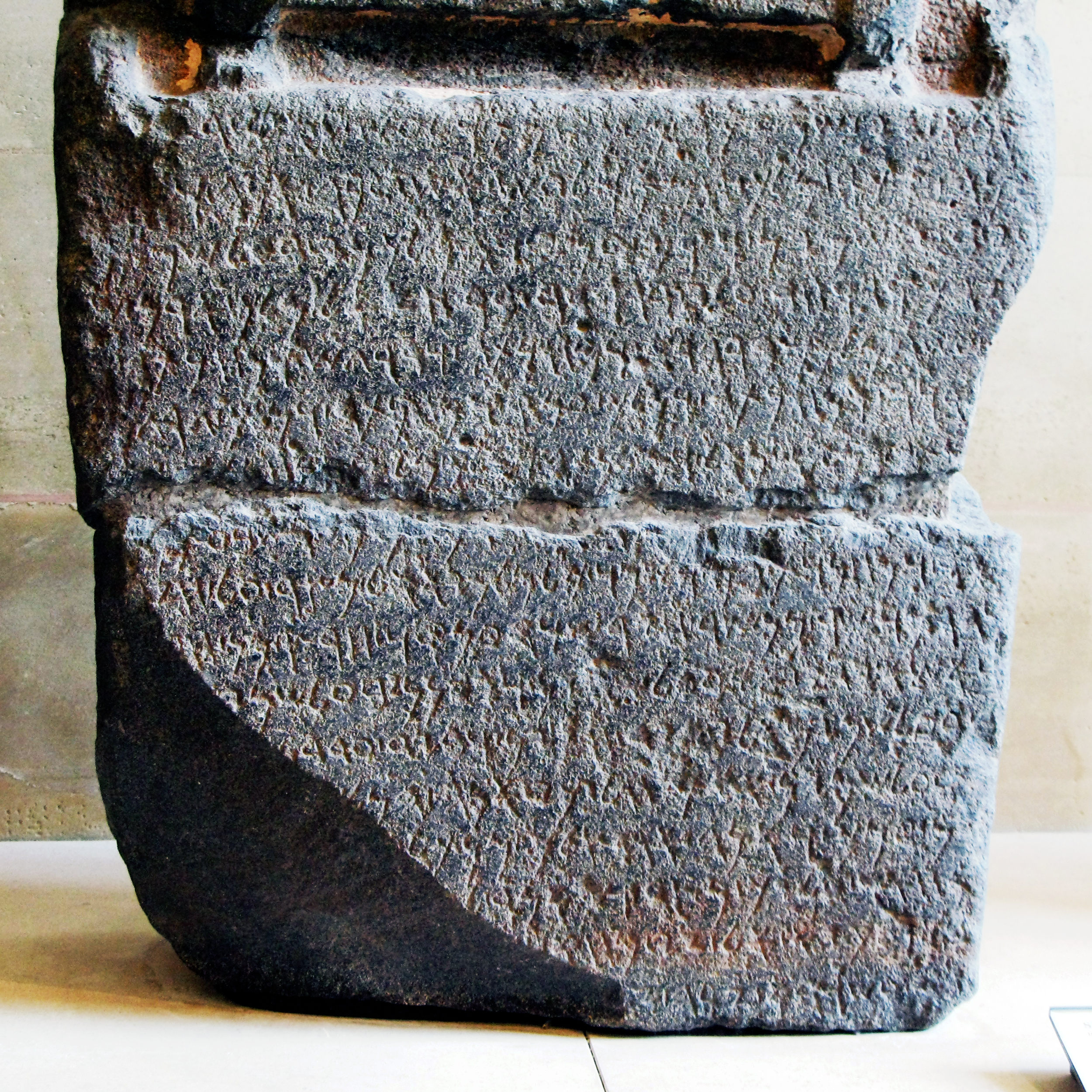
Die Stele von Zakkur

### Fundgeschichte
Die auf altaramäisch verfasste Inschrift Zakkurs wurde 1903 von Henri Pognon etwa 45 Kilometer südwestlich von Aleppo in der Nähe von Tell Afis gefunden. Der Inhalt der Inschrift wurde erstmals 1907 von Pognon veröffentlicht. Es sind nur vier Bruchstücke der Stele erhalten, die sich heute im Louvre befinden. Auf der Vorderseite sind im Unterteil 17 Zeilen, auf dem linken Rand 28 Zeilen und auf der rechten Seite zwei Zeilen lesbar. Ursprünglich muss die Stele etwa 2 Meter hoch und 27 bis 30 Zentimeter breit gewesen sein.

### Inhalt
„Die Stele, die Zakkur, der König von Hamat und Lu'aš, für Iluwer aufstellte … Be'elšemayn berief mich zum König über Hazrak (in Lu'aš) … Aber Bir-Hadad III., der Sohn von Hazael, König von Aram, vereinigte 17 Könige gegen mich: Bir-Hadad III., der König Bir-Guš von Arpad, der König von Qu'e, der König von Amq, der König von Gurgum, der König von Ja’udi, der König von Melid, der [… Rest zerstört] … Und sie richteten einen Wall auf, höher als der Wall von Hazrak … Be'elšemayn sprach zu mir: „Ich werde dir beistehen und dich befreien von all diesen Königen“ … Und ich baute Göttertempel im ganzen Land … Wer diese Stele entfernt, […] Be'elšemayn, Ilu-Wer und […] Šamaš und Sahar […] und die Götter des Himmels, […] möge der Name des Zakkur und seines Hauses [für immer bleiben].“